# Districte de Moyle
El Districte de Moyle és un districte del comtat d'Antrim a la cantonada nord-est d'Irlanda del Nord. Cobreix una gran àrea rural d'aproximadament 190 milles quadrades (incloses 42 milles de costa) i una població de 17.050 habitants (2011). Moyle és la segona autoritat local amb menys població del Regne Unit, després de les Illes Scilly.
Com a conseqüència el 1991 la comissió de fronteres del govern local recomanà que el districte havia d'unir-se al veí districte de Ballymoney per a crear un nou consell anomenat "Dalriada". Els consells d'ambdós districtes s'hi oposaren i finalment el pla fou abandonat.
La seu del consell es troba a Ballycastle. Altres viles del districte són Bushmills (llar de la més antiga destil·leria de whiskey irlandès "Bushmills" des de 1608), Ballintoy, Armoy, Cushendall, Cushendun i Waterfoot. L'àrea és força popular per als turistes i inclou àrees força conegudes d'Irlanda del Nord com la Calçada dels Gegants (Patrimoni de la Humanitat), els Glens d'Antrim i l'illa de Rathlin (a unes 7 milles de Ballycastle).
El consell de districte és format per 15 consellers elegits en tres àrees electorals: Ballycastle, Giant's Causeway i The Glens, cada quatre anys pel sis tema de representació proporcional. El consell té tres membres independents 3, 4 pel Sinn Féin, 3 pel Partit Unionista de l'Ulster, 2 del Social Democratic and Labour Party i 2 del Partit Unionista Democràtic i un de la Veu Unionista Tradicional. El president i vicepresident són escollits cada any en la reunió anual del consell el mes de juny.
La major part del consell forma part de la circumscripció de North Antrim juntament amb els districtes de Ballymena i Ballymoney per a les eleccions al Parlament del Regne Unit i a l'Assemblea d'Irlanda del Nord. L'àrea de Glens d'Antrim forma part de la circumscripció d'East Antrim.

## Eleccions

### Resultats de les eleccions de 2005
| Partit | Partit                             | escons | canvi +/- |
| ------ | ---------------------------------- | ------ | --------- |
| •      | Sinn Féin                          | 4      | +3        |
| •      | Social Democratic and Labour Party | 3      | -1        |
| •      | Partit Unionista de l'Ulster       | 3      | =         |
| •      | Partit Unionista Democràtic        | 2      | -1        |
| •      | Independent                        | 3      | -1        |

### Resultats de les eleccions de 2011
| Partit | Partit                             | escons | canvi +/- |
| ------ | ---------------------------------- | ------ | --------- |
| •      | Sinn Féin                          | 3      | -1        |
| •      | Social Democratic and Labour Party | 2      | -1        |
| •      | Partit Unionista de l'Ulster       | 3      | =         |
| •      | Partit Unionista Democràtic        | 2      | =         |
| •      | Veu Unionista Tradicional          | 1      | +1        |
| •      | Independent                        | 4      | +1        |

Un electe independent de les eleccions de 2011 es va unir al Sinn Féin en maig de 2012.

## Revisió de l'Administració Pública
En la revisió de l'Administració Pública (RPA), el consell s'ha d'unificar amb els districtes de Coleraine, Limavady i Ballymoney el 2011 per a formar el nou Districte de Costa Calçada i Glens amb una àrea ampliada de 1.796 km² i una població de 131.534 habitants. Les següents eleccions tindran lloc en maig de 2009, però el 25 d'abril de 2008, Shaun Woodward, Secretari d'Estat per a Irlanda del Nord anuncià que les eleccions de districte programades per a 2009 serien posposades fins a la introducció dels 11 nous consells en 2011.